# Daniel Pirker (Fußballspieler, 1986)
Daniel Pirker (* 2. Dezember 1986 in Graz) ist ein ehemaliger österreichischer Fußballspieler auf der Position eines Mittelfeld- und Abwehrspielers. Aufgrund einer schweren Verletzung und deren Folgen zog er sich im Sommer 2010, im Alter von 23 Jahren, weitestgehend aus dem aktiven Fußballsport zurück.

## Vereinskarriere

### Über Judendorf zum Grazer AK
Daniel Pirker wurde am 2. Dezember 1986 in Graz geboren und spielte bis 2001 im Nachwuchs des GSV Judendorf in der damaligen Marktgemeinde Judendorf-Straßengel, vor den Toren der Stadt Graz. Von hier schaffte der Fan des FK Austria Wien den Sprung in den Nachwuchsbereich des Grazer AK. Mit 16 Jahren spielte er bereits für die zweite Mannschaft des GAK in der viertklassigen Landesliga Steiermark und trat für diese bis zu seinem Vereinswechsel im Sommer 2007 vorrangig in Erscheinung. Der ÖFB weist auf seiner offiziellen Webpräsenz beispielsweise 19 Meisterschaftseinsätze Pirkers in der Saison 2005/06 und 15 Ligaauftritte und zwei -tore in der Spielzeit 2006/07 auf. In die Profimannschaft kam er im Sommer 2004, damals gerade 17 Jahre alt. Zu diesem Zeitpunkt war der Grazer AK amtierender Meister und Pokalsieger. Nachdem er im ersten Spiel der Saison 2004/05 gegen den FC Wacker Tirol noch uneingesetzt auf der Ersatzbank gesessen hatte und im nachfolgenden Spiel gar nicht zum Kader gehört hatte, gab er in der dritten Meisterschaftsrunde, bei einem 3:1-Auswärtssieg über Schwarz-Weiß Bregenz am 31. Juli 2004, sein Profidebüt, als er von Trainer Walter Schachner in der 68. Spielminute für Gernot Plassnegger eingewechselt wurde.
Danach saß er vereinzelt wieder ohne Einsätze auf der Ersatzbank, gehörte aber zumeist nicht dem erweiterten Kader an, absolvierte jedoch im Oktober zwei weitere siegreiche Bundesligapartien für die Grazer. Am 3. Oktober gegen Wacker Tirol bereits zur Halbzeit für Joachim Standfest auf den Platz gekommen, spielte er in der darauffolgenden Runde, am 17. Oktober, gegen den SV Wüstenrot Salzburg bereits in der Stammformation, zog sich dabei allerdings bei einem Foul von Maynor Suazo einen doppelten Bänderriss im Knöchel zu, weshalb er für die restliche Spielzeit verletzungsbedingt ausfiel. Davor hatte der 17-Jährige am 10. August 2004 auch einen Kurzeinsatz im Hinspiel der dritten Runde der Champions-League-Qualifikation gegen den FC Liverpool absolviert und war danach am 30. September zu einem Einsatz im Erstrundenspiel des UEFA-Pokals 2004/05 gegen Litex Lowetsch gekommen. Im weiteren Turnierverlauf erreichten die Grazer einen dritten Platz in der Gruppe F und schafften dadurch den Sprung in die K.-o.-Phase, in der sie im Sechzehntelfinale mit einem Gesamtergebnis von 3:4 gegen den FC Middlesbrough ausschieden. Die Bundesliga-Saison 2004/05 beendete der Grazer AK in weiterer Folge mit einem Punkt Rückstand auf den SK Rapid Wien auf dem zweiten Tabellenplatz. Im Cup schied das Team im Halbfinale mit 1:4 gegen den SK Rapid Wien aus.

### Vom vielversprechenden Talent zum Landesligaspieler
Ab dem Sommer 2005 trat Pirker als Stammspieler der zweiten Mannschaft der Grazer mit Spielbetrieb in der viertklassigen Landesliga Steiermark in Erscheinung. Nachdem es die Mannschaft über die Vorrunde in die erste Runde des ÖFB-Cups 2005/06 geschafft hatte, nahm er mit den GAK Amateuren auch an diesem Wettbewerb teil und schied in dieser Runde knapp mit 1:2 gegen den späteren Finalisten, die SV Mattersburg, aus. In der Liga kam er in 19 von 30 möglich gewesenen Landesligapartien zum Einsatz und blieb dabei selbst torlos. Nachdem er bis zur Winterpause nur ein einziges Meisterschaftsspiel verpasst hatte, wurde er im nachfolgenden Frühjahr 2006 seltener eingesetzt, da er wieder des Öfteren dem Profikader zur Verfügung stand. Für die Profis absolvierte er im März 2006 drei Bundesligaspiele, davon eines gegen Wacker Tirol und zwei gegen den FC Pasching, wobei alle drei Spiele verloren gingen. Während er die Saison 2005/06 mit der Landesligamannschaft auf dem zweiten Tabellenplatz hinter dem SV Allerheiligen beendete, rangierte er im Endklassement der Bundesliga auf dem sechsten Platz. In der Saison 2006/07, die deutlich von den Konkursen der beiden Grazer Klubs (GAK und Sturm Graz) überschattet war, kam Pirker auch vorrangig für die Amateure zum Einsatz. Neben 15 Meisterschaftseinsätzen und zwei -toren für die Amateurmannschaft kam er in dieser Spielzeit abermals in drei Bundesligaspielen für die Profimannschaft zum Einsatz. Da er im Jänner 2007 zum Bundesheer eingerückt war, um seinen Präsenzdienst abzuleisten, kam er ab dieser Zeit ebenfalls seltener zum Einsatz. Während die Amateure auf den neunten Platz der Landesliga kamen, rangierte er mit dem Profiteam, das im Laufe der Saison 28 Punkte abgezogen bekam, abgeschlagen auf dem letzten Tabellenplatz. Sportlich betrachtet hätte der Klub nur sehr knapp den Klassenerhalt gegen Wacker Tirol (siehe Torverhältnis) geschafft. Nachdem der Klub keine Lizenz für die 2. Leistungsstufe, die damalige Erste Liga, erhalten hatte, musste der GAK in die drittklassige Regionalliga Mitte absteigen.

### Stammspieler beim TSV Hartberg in der Regionalliga
Mit Saisonende 2006/07 verließ Pirker den Verein und wechselte zum TSV Hartberg, der gerade von der steirischen Landesliga in die drittklassige Regionalliga Mitte aufgestiegen war. Verschiedenen Berichten zufolge hatte Pirker nach seiner schwerwiegenden Verletzung bereits im Jahr 2005 beschlossen, eine potentielle Profikarriere aufzugeben und wenn überhaupt im Amateurfußball weiterzuspielen. Anderen Quellen zufolge soll auch seine damalige schulische Laufbahn – er stand kurz vor der Matura – dazu beigetragen haben, dass er sich etwas vom Profisport distanzierte. Innerhalb kurzer Zeit avancierte der oftmals auf dem rechten Flügel, aber auch in der Defensive eingesetzte Pirker zur Stammkraft der Hartberger und kam im Laufe der Saison 2007/08 in 27 von 30 möglich gewesenen Ligapartien zum Einsatz, wobei er zwei Tore erzielte. In der Endtabelle kam er mit Hartberg auf den siebenten Platz. Außerdem kam er im September 2007 in einem Spiel der zweiten Mannschaft, die zu dieser Zeit in der fünftklassigen Oberliga Süd/Ost vertreten war, zum Einsatz und erzielte hierbei auch ein Tor. Die Mannschaft wurde am Ende mit drei Punkten Vorsprung auf den nächsten Verfolger, den SV Anger, Erster der Oberliga Süd/Ost und schaffte dadurch den Aufstieg in die viertklassige Landesliga, in der kurz davor noch die erste Mannschaft des Klubs gespielt hatte. Des Weiteren brachte er es in dieser Spielzeit auf Einsätze in drei Partien des Steirer Cups, in dem das Team erst im Viertelfinale (Runde 7) gegen den späteren Cupsieger TSV Pöllau ausschied. Außerdem absolvierte er ein Spiel im ÖFB-Cup 2007/08, der in dieser Saison aufgrund der Heim-EM als ÖFB-Amateurcup 2007/08 nur auf Amateurbasis ausgespielt wurde.

### Karriereausklang in Wien und Kalsdorf
Nach einer Saison als Stammkraft in Hartberg wechselte Pirker in weiterer Folge nach Wien, um dort beim Floridsdorfer AC, der nach der Fusion mit dem PSV Team für Wien nunmehr als FAC Team für Wien in Erscheinung trat, in der Regionalliga Ost zu spielen. Zwischen August und September absolvierte der Steirer sechs Meisterschaftsspiele in der Regionalliga Ost und verließ den Klub wieder in der Winterpause. Nachdem er in den ersten fünf Ligapartien im Einsatz gewesen war, musste er knapp drei Wochen auf seinen sechsten und damit letzten Einsatz in der Regionalliga warten. Anfang Oktober absolvierte er dafür noch ein Spiel für die zweite Mannschaft des Vereins mit Spielbetrieb in der siebentklassigen 1. Klasse B, wobei er über die volle Matchdauer durchspielte und ein Tor schoss. Im Erstrundenspiel des ÖFB-Cups 2008/09 war er für die erste Kampfmannschaft ebenfalls im Einsatz und schied in dieser Begegnung mit 1:4 gegen die SV Ried aus. Im Frühjahr 2008 spielte Pirker daraufhin wieder in der steirischen Landesliga, in der er sich dem SC Kalsdorf angeschlossen hatte. Für diesen absolvierte er elf Meisterschaftsspiele, erzielte zwei Tore und schied mit dem Team im Steier Cup abermals in der siebenten Runde aus. Im Endklassement der Landesliga 2008/09 belegte er mit den Kalsdorfern den zweiten Tabellenplatz – punktgleich mit dem Erstplatzierten, dem SVL Flavia Solva, hatte Kalsdorf allerdings die etwas schlechtere Tordifferenz – und schaffte damit nur knapp nicht den Aufstieg in die dritthöchste Spielklasse des Landes. Nachdem er in der nachfolgenden Spielzeit 2009/10 17 Meisterschaftsspiele für Kalsdorf absolviert hatte, zog sich Pirker im Frühjahr 2010 weitestgehend vom aktiven Fußballsport zurück. Im Herbst 2009 hatte er dabei noch 14 der 15 Ligaspiele seiner Mannschaft bis zur Winterpause absolviert und war zudem in einem Spiel im ÖFB-Cup 2009/10 und zwei Partien im Steirer Cup 2009/10 im Einsatz gewesen. Den fünften Rang belegte die Mannschaft im Endklassement der Landesliga.
Nachdem er acht Jahre lang in keinem offiziellen Spiel mehr zum Einsatz gekommen war, absolvierte Pirker im Juni 2018 ein Spiel in der achtklassigen 1. Klasse Mitte B für die zweite Mannschaft des LUV Graz.

## Nationalmannschaftskarriere
Im Mai 2003 nahm Pirker mit der österreichischen U-17-Auswahl an der U-17-Europameisterschaft 2003 in Portugal teil. Dabei schaffte er es mit seinem Heimatland als Zweiter der Gruppe A ins nachfolgende Halbfinale und unterlag in diesem den gleichaltrigen Spaniern mit 2:5. Im anschließenden Spiel um Platz drei steuerte Pirker in der 53. Spielminute den Siegestreffer zum 1:0-Erfolg über England bei. In dem von Ernst Weber trainierten 18-Mann-Kader war Pirker der jüngste Akteur der Österreicher. Darüber, dass Pirker auch in der erfolgreichen Qualifikation zur U-17-EM im Einsatz war, liegen keine gesicherten Informationen vor. Als einige Jahre vor der Heim-EM die Österreichischen Future- und Challenge-Teams ausgerufen wurden, war Pirker einer der Spieler des Challenge-Teams, das aus 16- bis 19-jährigen Spielern zusammengesetzt wurde. Mit ebendieser Mannschaft nahm er unter anderem im Dezember 2004 an einem dreitägigen Trainingslehrgang in Reichenau an der Rax teil. Während in dieser Zeit gleich mehrere GAK-Akteure der A-Nationalmannschaft angehörten, standen mit Dominic Hassler (Future-Team) und Daniel Pirker nur zwei Spieler des Grazer AKs im Future Team und im Team Challenge 2008.

## Erfolge

### Vereinserfolge
mit dem Grazer AK
- Vizemeister der österreichischen Bundesliga: 2004/05

mit dem Grazer AK II
- Vizemeister Landesliga Steiermark: 2005/06

mit dem TSV Hartberg II
- Meister der Oberliga Süd/Ost und Aufstieg in die Landesliga Steiermark: 2007/08

mit dem SC Kalsdorf
- Vizemeister Landesliga Steiermark: 2008/09

### Nationalmannschaftserfolge
mit der österreichischen U-17-Nationalmannschaft
- Dritter Platz bei der U-17-Europameisterschaft: 2003